# Асприлья, Хуан
Хуан Фернандо Асприлья Москера (исп. Juan Fernando Asprilla Mosquera; род. 30 августа 1999, Медельин) — колумбийский футболист, нападающий.

## Карьера
Футбольную карьеру начинал в составе клуба «Америка» Кали. 11 февраля 2018 года в матче против клуба «Депортес Толима» дебютировал в чемпионате Колумбии.
1 февраля 2019 года перешёл в колумбийский клуб «Реал Сантандер».
1 января 2021 года стал игроком клуба «Атлетико Букараманга».
1 июля 2022 года подписал контракт с клубом «Льянерос» Вильявисенсио.

## Клубная статистика
| Игровая карьера | Игровая карьера          | Игровая карьера | Лига | Лига | Кубок | Кубок | Межд. | Межд. | Др. | Др. |
| --------------- | ------------------------ | --------------- | ---- | ---- | ----- | ----- | ----- | ----- | --- | --- |
| 2018            | Америка (Кали)           | А               | 3    | 0    | 1     | 0     | —     | —     | —   | —   |
| 2019            | Реал Сантандер           | Б               | 22   | 3    | 2     | 0     | —     | —     | —   | —   |
| 2020            | Итагуи Леонес            | Б               | 20   | 1    | 5     | 0     | —     | —     | —   | —   |
| 2021            | Атлетико Букараманга     | А               | 9    | 0    | —     | —     | —     | —     | —   | —   |
| 2022            | Льянерос (Вильявисенсио) | Б               | 21   | 5    | —     | —     | —     | —     | —   | —   |
| 2023            | Бояка Чико               | А               | 6    | 0    | 2     | 0     | —     | —     | —   | —   |
| 2024            | Шахтёр (Караганда)       | А               | 10   | 0    | 2     | 0     | —     | —     | —   | —   |